# Pierre Helson
Pierre Helson, né à Charleroi le 19 janvier 1955 est un homme politique belge, membre du Mouvement réformateur. 
Bourgmestre de la ville de Florennes de 2001 à 2006 et de 2009 à 2019. 
Député Régional Wallon de 2018 à 2019. 
Il est gradué en Arts plastiques (Saint-Luc, Bruxelles) ; Architecte d'intérieur.

## Carrière politique
- 2001-     : Conseiller communal de Florennes
- Député au parlement wallon et au parlement de la Communauté française depuis le 10 décembre 2018 en remplacement de François Bellot
- 2001-2018 : Bourgmestre de Florennes